# Slag bij Gaixia
De Slag bij Gaixia was de laatste en beslissende slag in de oorlog tussen de koninkrijken Han en Chu.
Na de dood van de eerste keizer Qin Shi Huangdi braken in China tal van opstanden uit (zoals in Daze) tegen de Qin-dynastie. Deze werden uitgelokt door rivaliserende rebellenleiders. Liu Bang en Xiang Yu werden hiervan uiteindelijk de belangrijkste. Toen beiden aanspraak maakten op het grondgebied van de vroegere Qin-staat (met de stad Chang'an (heden Xi'an)) werd een confrontatie onvermijdelijk.
Lui Bang slaagde erin het leger van Xiang Yu te verzwakken door bondgenoten om te kopen en bevoorradingslijnen te blokkeren. Xiang Yu zag zich omsingeld bij het stadje Gaixia. Hij zag geen andere mogelijkheid dan de omsingeling te doorbreken. De legers van Xiang Yu werden verslagen, waarna deze zelfmoord pleegde. Hierdoor kon Liu Bang ten slotte de Han-dynastie stichten.